# NGC 7195
NGC 7195 is een spiraalvormig sterrenstelsel in het sterrenbeeld Pegasus. Het hemelobject werd op 9 november 1884 ontdekt door de Amerikaanse astronoom Lewis A. Swift.

## Synoniemen
- MCG 2-56-9
- ZWG 428.22
- NPM1G +12.0546
- PGC 67940